# 섭가
섭가(일본어: 摂家 셋케[*])는 가마쿠라 시대에 성립된 후지와라씨의 혈통을 이은 다섯 가문이다. 이명으로 섭관가(일본어: 摂関家 셋칸케[*]), 집병가(執柄家 싯베이케[*]), 오섭가(일본어: 五攝家 고셋케[*])라고도 한다. 고노에(近衛), 구조(九条), 니조(二条), 이치조(一条), 다카쓰카사(鷹司)로 구성된다.
대납언(大納言), 우대신(右大臣), 좌대신(左大臣) 등을 거쳐 관백(関白), 태정대신(太政大臣) 등으로 승진할 수 있었으며 특히 관백이나 섭정은 섭가 출신만이 될 수 있었으므로 도요토미 히데요시는 고노에 가문의 조카가 되는 조건으로 관백이 되었다.

## 섭가의 성립 과정 및 계보
|                        |                        |                        |                        |                        |                        |                        |                        |                            |                            |                            |                            |                            |                            | 다다미치                 |                          |                          |                          |                          |                          |                      |                      |  |  |                        |                        |                        |                        |                        |                        |  |  |                      |                      |                      |                      |                      |                      |  |  |  |  |  |  |  |  |  |  |  |  |  |  |  |  |  |  |
|                        |                        |                        |                        |                        |                        |                        |                        |                            |                            |                            |                            |                            |                            |                          |                          |                          |                          |                          |                          |                      |                      |  |  |                        |                        |                        |                        |                        |                        |  |  |                      |                      |                      |                      |                      |                      |  |  |  |  |  |  |  |  |  |  |  |  |  |  |  |  |  |  |
|                        |                        |                        |                        |                        |                        |                        |                        |                            |                            |                            |                            |                            |                            |                          |                          |                          |                          |                          |                          |                      |                      |  |  |                        |                        |                        |                        |                        |                        |  |  |                      |                      |                      |                      |                      |                      |  |  |  |  |  |  |  |  |  |  |  |  |  |  |  |  |  |  |
|                        |                        |                        |                        | 모토자네 （고노에 가） | 모토자네 （고노에 가） | 모토자네 （고노에 가） | 모토자네 （고노에 가） | 모토자네 （고노에 가）     | 모토자네 （고노에 가）     |                            |                            |                            |                            | 모토후사 （마쓰도노 가） | 모토후사 （마쓰도노 가） | 모토후사 （마쓰도노 가） | 모토후사 （마쓰도노 가） | 모토후사 （마쓰도노 가） | 모토후사 （마쓰도노 가） |                      |                      |  |  | 가네자네 （구조 가）   | 가네자네 （구조 가）   | 가네자네 （구조 가）   | 가네자네 （구조 가）   | 가네자네 （구조 가）   | 가네자네 （구조 가）   |  |  |                      |                      |                      |                      |                      |                      |  |  |  |  |  |  |  |  |  |  |  |  |  |  |  |  |  |  |
|                        |                        |                        |                        | 모토자네 （고노에 가） | 모토자네 （고노에 가） | 모토자네 （고노에 가） | 모토자네 （고노에 가） | 모토자네 （고노에 가）     | 모토자네 （고노에 가）     |                            |                            |                            |                            | 모토후사 （마쓰도노 가） | 모토후사 （마쓰도노 가） | 모토후사 （마쓰도노 가） | 모토후사 （마쓰도노 가） | 모토후사 （마쓰도노 가） | 모토후사 （마쓰도노 가） |                      |                      |  |  | 가네자네 （구조 가）   | 가네자네 （구조 가）   | 가네자네 （구조 가）   | 가네자네 （구조 가）   | 가네자네 （구조 가）   | 가네자네 （구조 가）   |  |  |                      |                      |                      |                      |                      |                      |  |  |  |  |  |  |  |  |  |  |  |  |  |  |  |  |  |  |
|                        |                        |                        |                        | 모토미치               | 모토미치               | 모토미치               | 모토미치               | 모토미치                   | 모토미치                   |                            |                            |                            |                            | 모로이에                 | 모로이에                 | 모로이에                 | 모로이에                 | 모로이에                 | 모로이에                 |                      |                      |  |  | 요시쓰네               | 요시쓰네               | 요시쓰네               | 요시쓰네               | 요시쓰네               | 요시쓰네               |  |  |                      |                      |                      |                      |                      |                      |  |  |  |  |  |  |  |  |  |  |  |  |  |  |  |  |  |  |
|                        |                        |                        |                        | 모토미치               | 모토미치               | 모토미치               | 모토미치               | 모토미치                   | 모토미치                   |                            |                            |                            |                            | 모로이에                 | 모로이에                 | 모로이에                 | 모로이에                 | 모로이에                 | 모로이에                 |                      |                      |  |  | 요시쓰네               | 요시쓰네               | 요시쓰네               | 요시쓰네               | 요시쓰네               | 요시쓰네               |  |  |                      |                      |                      |                      |                      |                      |  |  |  |  |  |  |  |  |  |  |  |  |  |  |  |  |  |  |
|                        |                        |                        |                        | 이에자네               | 이에자네               | 이에자네               | 이에자네               | 이에자네                   | 이에자네                   |                            |                            |                            |                            |                          |                          |                          |                          |                          |                          |                      |                      |  |  | 미치이에               | 미치이에               | 미치이에               | 미치이에               | 미치이에               | 미치이에               |  |  |                      |                      |                      |                      |                      |                      |  |  |  |  |  |  |  |  |  |  |  |  |  |  |  |  |  |  |
|                        |                        |                        |                        | 이에자네               | 이에자네               | 이에자네               | 이에자네               | 이에자네                   | 이에자네                   |                            |                            |                            |                            |                          |                          |                          |                          |                          |                          |                      |                      |  |  | 미치이에               | 미치이에               | 미치이에               | 미치이에               | 미치이에               | 미치이에               |  |  |                      |                      |                      |                      |                      |                      |  |  |  |  |  |  |  |  |  |  |  |  |  |  |  |  |  |  |
|                        |                        |                        |                        |                        |                        |                        |                        |                            |                            |                            |                            |                            |                            |                          |                          |                          |                          |                          |                          |                      |                      |  |  |                        |                        |                        |                        |                        |                        |  |  |                      |                      |                      |                      |                      |                      |  |  |  |  |  |  |  |  |  |  |  |  |  |  |  |  |  |  |
| 가네쓰네 （고노에 가） | 가네쓰네 （고노에 가） | 가네쓰네 （고노에 가） | 가네쓰네 （고노에 가） | 가네쓰네 （고노에 가） | 가네쓰네 （고노에 가） |                        |                        | 가네히라 （다카쓰카사 가） | 가네히라 （다카쓰카사 가） | 가네히라 （다카쓰카사 가） | 가네히라 （다카쓰카사 가） | 가네히라 （다카쓰카사 가） | 가네히라 （다카쓰카사 가） |                          |                          | 노리자네 （구조 가）     | 노리자네 （구조 가）     | 노리자네 （구조 가）     | 노리자네 （구조 가）     | 노리자네 （구조 가） | 노리자네 （구조 가） |  |  | 사네쓰네 （이치조 가） | 사네쓰네 （이치조 가） | 사네쓰네 （이치조 가） | 사네쓰네 （이치조 가） | 사네쓰네 （이치조 가） | 사네쓰네 （이치조 가） |  |  | 요시자네 （니조 가） | 요시자네 （니조 가） | 요시자네 （니조 가） | 요시자네 （니조 가） | 요시자네 （니조 가） | 요시자네 （니조 가） |  |  |  |  |  |  |  |  |  |  |  |  |  |  |  |  |  |  |

후지와라 북가의 후지와라노 요시후사(藤原良房)가 처음 섭정(摂政)이 된 이래로 섭정과 관백의 지위가 그의 후손들에게 대대로 계승되었으나, 후에 후지와라노 미치나가(藤原道長)의 적통 자손인 미도 파(御堂流)가 이를 독점하게 되었다. 헤이안 시대 말기, 후지와라노 다다미치(藤原忠通)의 적장자인 모토자네(基実)가 급사하면서 모토자네의 후계자인 모토미치(基通)가 어리다는 이유로 동생인 모토후사(基房)가 셋칸의 지위를 이으면서 셋칸 가문은 고노에 가문과 마쓰도노(松殿) 가문으로 분리되었다. 또한 이후 헤이안 말기의 전란 통에 모토후사, 모토미치가 모두 실각하면서 모토후사의 또 다른 동생인 가네자네(兼実)가 관백이 되면서 구조 가문을 열었다.
이 3개 분가 중 마쓰도노 가문은 마쓰도노 모로이에(松殿師家)가 섭정이 된 이후에는 섭정이나 관백이 나오지 못하고 여러 번 단절을 반복하면서 몰락하여 사실상 섭가에서 제외되었다. 반면 장손 계통인 고노에 가문은 덴카와타리령(殿下渡領) 이외의 셋칸케령(摂関家領) 대부분을 장악한 것으로, 구조 가문은 천황가와의 지속적인 혼인으로 외척의 신분을 유지함과 동시에 가마쿠라 막부와의 관계를 양호하게 유지한 것으로서 섭가의 지위를 유지하였다.
이후, 고노에 가문은 적통인 가네쓰네(兼経)의 고노에 본가와 가네히라(兼平)의 다카쓰카사 가문으로 분리되었다. 구조 가문 또한 적통인 노리자네(教実)의 구조 본가와 사네쓰네(実経)의 이치조 가문, 요시자네(良実)의 니조 가문으로 각각 분리되었다.

## 오섭가 출신 이외의 섭정, 관백 취임
오섭가 5가문이 성립된 이후, 섭정과 관백은 오직 이 다섯 가문이 독점하였다. 따라서 관백 취임을 목표로 하였던 하시바 히데요시(羽柴秀吉, 후일의 도요토미 히데요시)는 처음 다이라노 아손(平朝臣)을 자처하였으나 덴쇼 13년(1585년) 고노에 사키히사(近衛前久)의 조카가 되어 후지와라노 아손 히데요시(藤原朝臣秀吉, 또는 고노에 히데요시近衛秀吉)라는 이름으로 관백이 되었다.
이듬해 히데요시는 도요토미(豊臣)로 성을 바꾸어 도요토미노 아손 히데요시(豊臣朝臣秀吉)라는 이름으로 여전히 관백의 지위를 유지하였다. 이후 히데요시는 도요토미 가문을 새로운 셋칸케의 일원으로 하여 자신의 관백 지위를 조카이자 후계자였던 도요토미 히데쓰구(豊臣秀次)에게 물려주었으나 도요토미 가문이 멸망한 뒤에는 여전히 오섭가가 섭정의 지위를 독점하게 되었다.

## 에도 막부와 섭가
에도 막부가 설립한 에도 시대 초기부터 메이지 시대가 열릴때까지는 천황바로 아래에 정이대장군(쇼군)이 있었기에,
에도 시대에 섭정관백이나 태정관의 수장인
태정대신 역시 아무런 역할을 하지못했다.

## 메이지 시대 이후의 섭가
메이지 유신 이후 각 다섯 가문의 당주는 공작 작위를 받았다. 또한 메이지 신정부가 태정관제, 이후 내각제를 도입하면서 섭가에서 섭정 또는 관백이 임명되는 일은 사라졌다.
패전 이전의 구(舊) 황실 전범에 따르면 황족 남성의 결혼 상대는 '황족과 화족'으로 한정되었으나 그 중에서도 황실의 직계 정실(즉 황후 및 황태자비)는 황족 또는 옛 고셋케 출신의 화족 여성으로 사실상 한정되었다.

## 같이 보기
- 청화가